# فردریک کارسون
چارلز فردریک کارسون (انگلیسی: Charles Frederick Carson؛ ۱۸۸۶ – ۳ مهٔ ۱۹۶۰) نظامی و مهندس کانادایی بود که در هر دو جنگ جهانی به عنوان عضوی از ارتش بریتانیا خدمت فعال داشت.